# Непријатељ (филм из 1965)
Непријатељ је југословенски драмски филм из 1965. године који је режирао и написао Живојин Павловић по мотивима романа Двојник руског писца Фјодора Михајловича Достојевског. Дијалог је за потребе филма адаптирао писац Бора Ћосић. Филм је настао у продукцији студија Виба филм из Љубљане.

## Радња
Графички радник Слободан Антић има двојника који махинацијама и непоштењем успева да постане оно што Антић не може. У покушају да се обрачуна са својим двојником, Антић доживљава пораз.

## Улоге
| Глумац                   | Улога                         |
| ------------------------ | ----------------------------- |
| Велимир Бата Живојиновић | Слободан Антић                |
| Снежана Лукић            | Марина                        |
| Беким Фехмију            | Лекар, Слободанов друг        |
| Душан Јанићијевић        | Марко Дудаш                   |
| Миливоје Томић           | Друг Зец                      |
| Павле Вуисић             | Гарас                         |
| Душан Тадић              | Радник                        |
| Растислав Јовић          | Радник 2                      |
| Гизела Вуковић           | Станодавка                    |
| Петар Лупа               | Човек који је пронашао лешеве |
| Столе Аранђеловић        |                               |
| Душан Ђурић              |                               |
| Макс Фуријан             |                               |
| Војкан Павловић          |                               |
| Милан Лугомирски         |                               |
| Теофик Селимовић         |                               |
| Бојана Исаковић          |                               |
| Мирослав Исаковић        |                               |
| Мирослав Марковић        |                               |
| Душан Матић              |                               |
| Павле Пешикан            |                               |
| Миодраг Петровић         |                               |
| Велимир Поповић          |                               |